# Partido de la Victoria
El Partido de la Victoria (PdV, PDV, o PV) es un partido político de la Argentina. Actualmente forma parte de la coalición política Unión por la Patria.

## Historia
El Partido de la Victoria fue fundado en el año 2003 para agrupar a todos los sectores independientes del llamado Partido Justicialista que se sentían representados por el grupo político de Cristina Fernández de Kirchner.
Desde sus inicios, el partido ha formado parte de la alianza Frente para la Victoria (FPV), acompañando la candidatura de la justicialista Cristina Fernández de Kirchner en 2007 y 2011. En las elecciones de 2015 el Partido de la Victoria, como parte del FPV, respaldó la candidatura de Daniel Scioli, quien perdió las elecciones frente al empresario y político Mauricio Macri.
En las elecciones distritales de 2017, Cristina Fernández de Kirchner forma una nueva coalición de centroizquierda denominada Unidad Ciudadana, de la que el Partido de la Victoria fue uno de los fundadores. Esta coalición respaldó la candidatura de Cristina Fernández de Kirchner a senadora nacional por la provincia de Buenos Aires.
En las elecciones presidenciales 2019 formó parte del Frente de Todos, que presenta la candidatura de Alberto Fernández acompañado por Cristina Fernández de Kirchner.
Desde 2023 forma parte de Unión por la Patria.

## Intendentes
| Retrato | Nombre              | Ciudad y Provincia                      | Mandato | Mandato |
| Retrato | Nombre              | Ciudad y Provincia                      | Inicio  | Fin     |
| ------- | ------------------- | --------------------------------------- | ------- | ------- |
|         | Aldo San Pedro      | Bragado, Provincia de Buenos Aires      | 2007    | 2015    |
|         | Federico Susbielles | Bahía Blanca, Provincia de Buenos Aires | 2023    | 2027    |
|         | Sergio Leavy        | Tartagal, Provincia de Salta            | 2007    | 2018    |